# Fadri Janutin
 Fadri Janutin, né le 16 janvier 2000 à Landquart, est un  skieur alpin suisse spécialisé dans les disciplines techniques.
Vice-champion du monde juniors de slalom 2021, 2ème du classement général de la Coupe d'Europe 2022 et vainqueur du Team Event des finales de la Coupe du Monde 2022.

## Biographie
Il dispute sa première course FIS le 12 novembre 2016 lors du slalom de Solda et obtient le 21e rang. Il remporte deux géants FIS lors de la saison 2018-2019 à Veysonnaz et Meiringen. 
Il prend le départ de sa première course de Coupe d'Europe à l'occasion du géant de Kronplatz le 17 janvier 2019 qu'il termine à la 50e place. C'est sa seule course de la saison à ce niveau. Quelques jours plus tard, il devient champion suisse juniors de slalom.
En février 2019, lors des Championnats du monde juniors, il se classe à la 8e place en géant mais est éliminé lors du slalom.
Parallèlement à sa carrière sportive, il a suivi une formation de couvreur mais à partir de ce moment, il se concentre principalement sur sa carrière sportive. Il gagne son 3e géant FIS en décembre 2019 à Davos. 
Il réussit son premier top20 en Coupe d'Europe le 9 février 2020 avec une 19e place au slalom de Berchtesgaden.

### Saison 2020-2021: vice-champion du monde juniors
À partir de cette saison, il dispute essentiellement des courses de Coupe d'Europe, toujours dans les disciplines du slalom et du géant, mais ne parvient pas à accéder au top20 durant la première moitié de saison. Le 12 novembre, il obtient toutefois une encourageante 4e place au slalom des championnats de Suisse.
Ses résultats vont rapidement s'améliorer dès février 2021 avec notamment la 17e place du slalom de Meiringen ainsi que la 15e du slalom d'Oberjoch (son premier top 15 à ce niveau).
En mars, il devient vice-champion du monde juniors de slalom à Bansko, après avoir pris la 5e place en géant et la 29e en super G. À son retour en Suisse, il devient champion suisse juniors de géant à Savognin et remporte le lendemain un géant FIS sur la même piste. Il finit son mois de mars avec notamment la 9e place du géant de Reiteralm (son premier top10 en Coupe d'Europe) puis la 4e place en géant aux championnats de Suisse. Il conclut sa saison en remportant la cinquième course FIS de sa carrière lors du géant de St-Luc.

### Saison 2021-2022: première victoire en Coupe du Monde
Il débute sa deuxième saison pleine en Coupe d'Europe avec des résultats réguliers dans le top20 puis dès janvier 2022 enchaîne les top10 au point d'être un sérieux candidat au classement général.Il réussit son premier top5 le 20 janvier lors du slalom de Vaujany, puis gagne le deuxième slalom disputé le lendemain au même endroit. Il monte deux nouvelles fois sur le podium dès le mois suivant avec une victoire au géant d'Oppdal et une 2e place au slalom d'Almåsa.
Il est alors sélectionné pour sa première course de Coupe du Monde, le slalom de Garmisch le 27 février 2022 qu'il termine à la 17e place, puis pour le slalom de Flachau du 9 mars lors duquel il échoue à se qualifier pour la seconde manche.
Lors des finales de la Coupe d'Europe disputées à Soldeu, il prend la 9e place du slalom le 15 mars puis la 2e place du géant le lendemain. Il termine la saison au 2e rang du classement général, à la 4e au classement du slalom et à la 2e à celui du géant, derrière Joan Verdu, ce qui lui donne une place fixe dans cette discipline en Coupe du Monde pour la saison 2022-2023.
Le 17 mars, on apprend qu'il est retenu pour prendre part le lendemain au Team Event des finales de la Coupe du Monde à Méribel avec Andrea Ellenberger, Livio Simonet et Delphine Darbellay. En l'absence des meilleurs skieurs du pays qui ont logiquement préféré s'abstenir de participer à cette épreuve décriée, le quatuor surprend tout le monde en battant successivement le Canada 4-0, l'Allemagne 3-1 puis l'Autriche en finale 3-1. Ils gagnent donc ensemble leur première victoire en Coupe du Monde.

### Saison 2022-2023
Il marque à deux reprises des points en coupe du monde de slalom géant avec notamment une 17e place dans l'épreuve de Val d'Isère.

### Saison 2023-2024
En janvier 2024, il obtient une troisième victoire en coupe d'Europe en remportant le slalom de Berchtesgaden. En mars 2024, il obtient son premier top-15 en slalom géant de coupe du monde en se classant 14e de l'épreuve d'Aspen. Il rentre 6 fois dans les points de cette compétition.

### Saison 2024-2025
Il marque à deux reprises des points en coupe du monde de slalom géant. Il termine la saison à la 9e place de la coupe d'Europe de slalom géant.

## Palmarès

### Coupe du monde
- 69 épreuves disputées
- Meilleur classement général : 83e en 2024 avec 71 points.
- Meilleur classement de slalom géant : 30e en 2024 avec 71 points.
- Meilleur classement de slalom : 46e en 2022 avec 14 points.
- 1 victoire le 18 mars 2022 lors du Team Event des finales de la Coupe du Monde à Méribel (pour son 3e départ en Coupe du Monde).
- Meilleur résultat sur une épreuve de géant : 14e le 1er mars 2024 à Aspen
- Meilleur résultat sur une épreuve de slalom : 17e le 27 février 2022 à Garmisch-Partenkirchen

#### Classements
| Saison / Épreuve | Saison / Épreuve | Général | Général | Descente | Descente | Super G | Super G | Géant  | Géant  | Slalom | Slalom | Combiné | Combiné |
| ---------------- | ---------------- | ------- | ------- | -------- | -------- | ------- | ------- | ------ | ------ | ------ | ------ | ------- | ------- |
| Saison / Épreuve | Saison / Épreuve | Class.  | Points  | Class.   | Points   | Class.  | Points  | Class. | Points | Class. | Points | Class.  | Points  |
| 2022             | 2022             | 126e    | 14      | -        | -        | -       | -       | -      | -      | 46e    | 14     | -       | -       |
| 2023             | 2023             | 124e    | 19      | -        | -        | -       | -       | 43e    | 19     | -      | -      | -       | -       |
| 2024             | 2024             | 83e     | 71      | -        | -        | -       | -       | 30e    | 71     | -      | -      | -       | -       |
| 2025             | 2025             | 124e    | 16      | -        | -        | -       | -       | 42e    | 16     | -      | -      | -       | -       |

### Coupe d'Europe
- 5 podiums dont 3 victoires : slaloms de Vaujany le 21 janvier 2022 et Berchtesgaden le 14 janvier 2024, ainsi que géant d'Oppdal le 19 février 2022.

| Saison/Classement | Général | Général | Slalom | Slalom | Slalom géant | Slalom géant |
| Saison/Classement | Class.  | Points  | Class. | Points | Class.       | Points       |
| ----------------- | ------- | ------- | ------ | ------ | ------------ | ------------ |
| 2019-2020         | 169e    | 12      | 60e    | 12     | -            | -            |
| 2020-2021         | 79e     | 91      | 33e    | 52     | 42e          | 39           |
| 2021-2022         | 2e      | 652     | 4e     | 328    | 2e           | 324          |
| 2023-2024         | 20e     | 360     | 13e    | 143    | 10e          | 217          |
| 2024-2025         | 22e     | 313     | 27e    | 88     | 9e           | 225          |

### Championnats du monde juniors
| Épreuve / Édition          | Descente | Super G | Slalom géant | Slalom  | Combiné | Team event |
| Mondiaux 2019 Val di Fassa | -        | -       | 8e           | Abandon | -       | -          |
| Mondiaux 2021 Bansko       | annulé   | 29e     | 5e           | Argent  | annulé  | annulé     |

### Championnats de Suisse
Quatrième du slalom en 2020
Quatrième du géant en 2021